# Pallanuoto ai XVI Giochi del Mediterraneo
Il torneo di pallanuoto dei XVI Giochi del Mediterraneo si è svolto dal 30 giugno al 5 luglio 2009 presso le piscine del Centro Sportivo Le Naiadi di Pescara.
Si è svolto solo il torneo maschile che ha dato ad ogni Paese la possibilità di iscrivere una squadra di tredici giocatori.

## Calendario
| ● | Competizioni | ● | Finali |

| Giugno/Luglio |    |    |    |    |    |    |    |    |    |    |
| 25            | 26 | 27 | 28 | 29 | 30 | 01 | 02 | 03 | 04 | 05 |
|               |    |    |    |    | ●  | ●  | ●  | ●  |    | ●  |

## Regolamento
Il regolamento ufficiale del torneo è quello FINA in vigore. Ogni vittoria dà diritto a 3 punti, il pareggio a 1 punto, zero punti per una sconfitta. Nel caso di parità si applicano nell'ordine i seguenti criteri:
1. Il miglior punteggio;
2. la migliore differenza reti negli scontri diretti;
3. il maggior numero di reti segnate nello scontro diretto;
4. la migliore differenza reti generale;
5. il maggior numero di reti in generale;
6. eventuale spareggio.

## Sorteggio
Il sorteggio è avvenuto presso l'auditorium dell'Università degli Studi "Gabriele D'Annunzio" il 5 maggio 2009, durante una cerimonia dedicata ai sorteggi dei gironi per i tornei degli sport di squadra. Il sorteggio è stato effettuato dalla medaglia d'oro alle Olimpiadi di Barcellona 1992 Amedeo Pomilio.
Si iscrissero al torneo nove squadre, suddivise dal Comitato Tecnico in cinque fasce, per la composizione di due gironi, uno da quattro e uno da cinque squadre. Nell'estrazione a sorte il Comitato tenne conto del livello delle squadre partecipanti e il risultato ottenuto nella precedente edizione nell'ordine di:
1. Giochi del Mediterraneo
2. Olimpiadi
3. Campionato del Mondo

| Gruppo A                      | Gruppo B                               |
| ----------------------------- | -------------------------------------- |
| Grecia Spagna Turchia Croazia | Italia Francia Serbia Montenegro Libia |

## Fase preliminare

### Gruppo A
| Squadra | G | V | N | P | F  | S  | DR  | PT |
| ------- | - | - | - | - | -- | -- | --- | -- |
| Croazia | 3 | 3 | 0 | 0 | 39 | 19 | +20 | 9  |
| Spagna  | 3 | 2 | 0 | 1 | 32 | 19 | +13 | 6  |
| Grecia  | 3 | 1 | 0 | 2 | 19 | 31 | -12 | 3  |
| Turchia | 3 | 0 | 0 | 3 | 18 | 39 | -21 | 0  |

| Pescara 30 giugno 2009 | Grecia | 3 – 14 | Croazia | Piscine "Le Naiadi" |

| Pescara 30 giugno 2009 | Spagna | 11 – 4 | Turchia | Piscine "Le Naiadi" |

| Pescara 1º luglio 2009 | Grecia | 11 – 9 | Turchia | Piscine "Le Naiadi" |

| Pescara 1º luglio 2009 | Spagna | 10 – 11 | Croazia | Piscine "Le Naiadi" |

| Pescara 2 luglio 2009 | Grecia | 4 – 11 | Spagna | Piscine "Le Naiadi" |

| Pescara 2 luglio 2009 | Turchia | 6 – 14 | Croazia | Piscine "Le Naiadi" |

### Gruppo B
| Gruppo B   | Gruppo B | Gruppo B | Gruppo B | Gruppo B | Gruppo B | Gruppo B | Gruppo B | Gruppo B |
| Squadra    | G        | V        | N        | P        | F        | S        | DR       | PT       |
| ---------- | -------- | -------- | -------- | -------- | -------- | -------- | -------- | -------- |
| Italia     | 3        | 2        | 1        | 0        | 33       | 21       | +12      | 7        |
| Serbia     | 3        | 2        | 1        | 0        | 24       | 14       | +10      | 7        |
| Montenegro | 3        | 1        | 0        | 2        | 28       | 32       | -4       | 3        |
| Francia    | 3        | 0        | 0        | 3        | 25       | 43       | -18      | 0        |
| Libia      | –        | –        | –        | –        | –        | –        | –        | –        |

La Libia si è ritirata dalla competizione.
| Pescara 30 giugno 2009 | Francia | 5 – 12 | Serbia | Piscine "Le Naiadi" |

| Pescara 30 giugno 2009 | Italia | 14 – 7 | Montenegro | Piscine "Le Naiadi" |

| Pescara 1º luglio 2009 | Montenegro | 17 – 11 | Francia | Piscine "Le Naiadi" |

| Pescara 1º luglio 2009 | Italia | 5 – 5 | Serbia | Piscine "Le Naiadi" |

| Pescara 2 luglio 2009 | Serbia | 7 – 4 | Montenegro | Piscine "Le Naiadi" |

| Pescara 2 luglio 2009 | Italia | 14 – 9 | Francia | Piscine "Le Naiadi" |

## Fase finale

### Tabellone 1º-4º posto
|  | Semifinali | Semifinali | Semifinali |        |        | Finale          | Finale          | Finale          |  |
|  |            |            |            |        |        |                 |                 |                 |  |
|  | Croazia    | Croazia    | 8          |        |        |                 |                 |                 |  |
|  | Croazia    | Croazia    | 8          |        |        |                 |                 |                 |  |
|  | Serbia     | Serbia     | 14         |        |        |                 |                 |                 |  |
|  | Serbia     | Serbia     | 14         |        | Serbia | Serbia          | 9               |                 |  |
|  |            |            |            |        | Serbia | Serbia          | 9               |                 |  |
|  |            |            | Spagna     | Spagna | 4      |                 |                 |                 |  |
|  | Italia     | Italia     | Spagna     | Spagna | 4      | 3               |                 |                 |  |
|  | Italia     | Italia     |            |        |        | 3               |                 |                 |  |
|  | Spagna     | Spagna     | 8          |        |        | Finale 3º posto | Finale 3º posto | Finale 3º posto |  |
|  | Spagna     | Spagna     | 8          |        |        |                 |                 |                 |  |
|  |            |            |            |        |        |                 |                 |                 |  |
|  |            |            |            |        |        | Croazia         | Croazia         | 9               |  |
|  |            |            |            |        |        | Croazia         | Croazia         | 9               |  |
|  |            |            |            |        |        | Italia          | Italia          | 10              |  |

### Tabellone 5º-8º posto
|  | Semifinali 5º/8º posto | Semifinali 5º/8º posto | Semifinali 5º/8º posto |            |         | Finale 5º/6º posto | Finale 5º/6º posto | Finale 5º/6º posto |  |
|  |                        |                        |                        |            |         |                    |                    |                    |  |
|  | Grecia                 | Grecia                 | 7                      |            |         |                    |                    |                    |  |
|  | Grecia                 | Grecia                 | 7                      |            |         |                    |                    |                    |  |
|  | Francia                | Francia                | 10                     |            |         |                    |                    |                    |  |
|  | Francia                | Francia                | 10                     |            | Francia | Francia            | 5                  |                    |  |
|  |                        |                        |                        |            | Francia | Francia            | 5                  |                    |  |
|  |                        |                        | Montenegro             | Montenegro | 8       |                    |                    |                    |  |
|  | Montenegro             | Montenegro             | Montenegro             | Montenegro | 8       | 10                 |                    |                    |  |
|  | Montenegro             | Montenegro             |                        |            |         | 10                 |                    |                    |  |
|  | Turchia                | Turchia                | 6                      |            |         | Finale 7º/8º posto | Finale 7º/8º posto | Finale 7º/8º posto |  |
|  | Turchia                | Turchia                | 6                      |            |         |                    |                    |                    |  |
|  |                        |                        |                        |            |         |                    |                    |                    |  |
|  |                        |                        |                        |            |         | Grecia             | Grecia             | 11                 |  |
|  |                        |                        |                        |            |         | Grecia             | Grecia             | 11                 |  |
|  |                        |                        |                        |            |         | Turchia            | Turchia            | 8                  |  |

## Classifica finale
| Posizione | Paese      |
| --------- | ---------- |
|           | Serbia     |
|           | Spagna     |
|           | Italia     |
| 4         | Croazia    |
| 5         | Montenegro |
| 6         | Francia    |
| 7         | Grecia     |
| 8         | Turchia    |